# Alaxcuatitla
Alaxcuatitla är en ort i Mexiko.   Den ligger i kommunen Chicontepec och delstaten Veracruz, i den sydöstra delen av landet, 190 km nordost om huvudstaden Mexico City. Alaxcuatitla ligger 518 meter över havet och antalet invånare är 134.
Terrängen runt Alaxcuatitla är huvudsakligen kuperad, men åt nordost är den platt. Runt Alaxcuatitla är det ganska tätbefolkat, med 120 invånare per kvadratkilometer. Närmaste större samhälle är Xochiatipan de Castillo, 18,4 km väster om Alaxcuatitla. Trakten runt Alaxcuatitla består till största delen av jordbruksmark.